# Frostating lagmannsrett

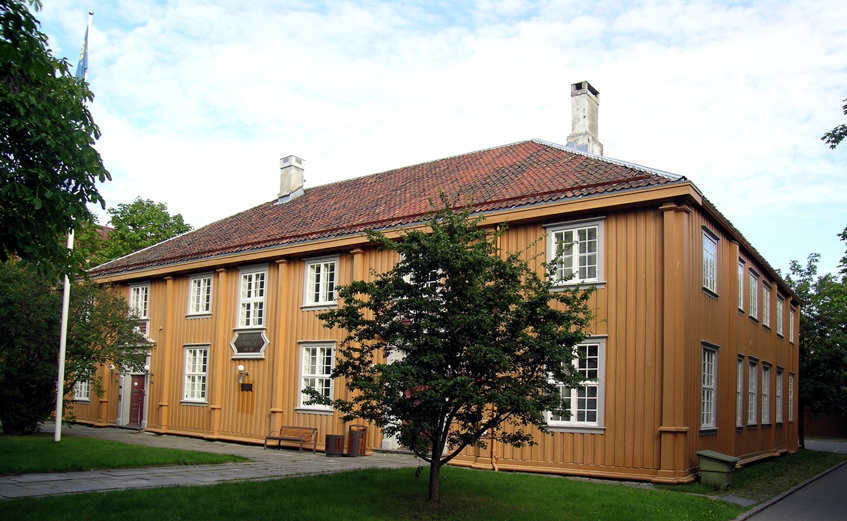
Het vroegere gerechtsgebouw van het lagmannsrett in Trondheim

Frostating lagmannsrett is een Noors lagmannsrett met zetel in Trondheim. Het gerecht, vergelijkbaar met een Hof van beroep in België of een gerechtshof in Nederland, is bevoegd voor beroepszaken in zowel straf- als civiele zaken tegen uitspraken van de acht Tingretter in het ressort. Het ressort omvat de fylker Trøndelag en Møre og Romsdal. Naast Trondheim houdt het gerecht standaard ook zitting in Molde, Kristiansund en Ålesund. In voorkomende gevallen kan het gerecht ook in andere plaatsen zitting houden.

## Indeling in Tingretter
| 1. Fosen tingrett in Brekstad 2. Inntrøndelag tingrett in Steinkjer 3. Namdal tingrett in Namsos 4. Nordmøre tingrett in Kristiansund | 1. Romsdal tingrett in Molde 2. Sunnmøre tingrett in Ålesund 3. Søre Sunnmore tingrett in Volda 4. Sør Trøndelag tingrett in Trondheim |